# Kostel svatého Kříže (Velké Meziříčí)
Kostel svatého Kříže (případně špitální kostel svatého Kříže) se nachází nedaleko ústí řeky Balinky do řeky Oslavy v centru města Velké Meziříčí na ulici U Bašty. Kostel je filiálním kostelem římskokatolické farnosti Velké Meziříčí. Jde o jednolodní v jádru gotickou stavbu s trojbokým závěrem kněžiště, stavba stojí v uliční zástavbě a navazuje na budovu špitálu. Kostel byl vystavěn ke koncí 14. století a později byl upraven v renesančním a klasicistním slohu. Kostel je v rámci areálu špitálu chráněn jako kulturní památka České republiky.

## Historie
Kostel svatého kříže nechal postavit majitel velkomeziříčského panství Zikmund Helt z Kementu, ten byl v kostele po své smrti pohřben. Zikmund Helt z Klementu budovy kláštera získal v roce 1553, také převzal nad kostelem patronát. Kostel byl v 16. století renesančně upraven, pak v roce 1786 byl klasicistně přestavěn, v roce 1886 pak kostel převzala do své správy Špitální nadace sv. Kříže a stala se tak majitelem budovy kláštera, kostela svatého Kříže a přilehlé zahrady. V době první světové války v kostele probíhaly mše pro italské uprchlíky. V roce 1953 byl kostel i s budovou kláštera znárodněn a kostel pak sloužil jako sklad zdravotnického materiálu, od 70. let 20. století pak kostel byl uzavřen a nepoužíval se. Mezi lety 1993 a 1995 byla provedena generální oprava kostela, byly opraveny základy, střecha věže i kostela a kostel byl omítnut. Byla také položena nová dlažba a instalováno odvětrávání a podlahové topení.